# Буди (Плоцький повіт)
Буди (пол. Budy) — село в Польщі, у гміні Слубіце Плоцького повіту Мазовецького воєводства.
Населення — 131 особа (2011).
У 1975—1998 роках село належало до Плоцького воєводства.

## Демографія
Демографічна структура станом на 31 березня 2011 року:
|          | Загалом | Допрацездатний вік | Працездатний вік | Постпрацездатний вік |
| -------- | ------- | ------------------ | ---------------- | -------------------- |
| Чоловіки | 68      | 15                 | 42               | 11                   |
| Жінки    | 63      | 15                 | 30               | 18                   |
| Разом    | 131     | 30                 | 72               | 29                   |